# 시청로 (원주시)
시청로(Sicheong-ro)는 강원특별자치도 원주시 무실동에서 기점하여, 단구동 등을 거쳐 반곡관설동을 잇는 강원특별자치도의 시도이다.

## 역사
- 2009년 10월 22일 도로 고시

## 주요 경우지
강원특별자치도
- 원주시 (명륜동, 단구동, 판부면, 반곡관설동)

## 노선
| 이름                        | 접속 노선         | 소재지   | 소재지     | 비고     |
| 원주시청                    | 원주시청          | 원주시청 | 원주시청   | 원주시청 |
| --------------------------- | ----------------- | -------- | ---------- | -------- |
| 원주시청                    | 만대로            | 원주시   | 무실동     |          |
| 로아노크사거리              | 로아노크로        | 원주시   | 무실동     |          |
| 원주농협 시청로지점         | 만대공원길        | 원주시   | 무실동     |          |
| 신원주새마을금고 남원주지점 | 만대로            | 원주시   | 무실동     |          |
| 시청사거리                  | 북원로            | 원주시   | 무실동     |          |
| 법조사거리                  | 무실로            | 원주시   | 무실동     |          |
| 춘천지방검찰청 원주지청     |                   | 원주시   | 무실동     |          |
| 춘천지방법원 원주지원       | 무실새골길        | 원주시   | 무실동     |          |
| 용화산사거리                | 남원로496번길     | 원주시   | 명륜동     |          |
| GS25 원주동보점             | 서곡다리길        | 원주시   | 명륜동     |          |
| 남송사거리                  | 남원로            | 원주시   | 단구동     |          |
| 매봉사거리                  | 매봉길 천매봉길   | 원주시   | 단구동     |          |
| 남원주중사거리              | 매봉길 시청로     | 원주시   | 판부면     |          |
| 오성마을사거리              | 늘품로            | 원주시   | 단구동     |          |
| 귀론사거리                  | 단구로            | 원주시   | 단구동     |          |
| 단관공원사거리              | 단관공원길        | 원주시   | 단구동     |          |
| 단관사거리                  | 시청로 단관길     | 원주시   | 반곡관설동 |          |
| 청솔5차아파트 정류장        | 단관초교길        | 원주시   | 반곡관설동 |          |
| 단관교차로                  | 시청로            | 원주시   | 반곡관설동 |          |
| 쿠쿠서비스센터 강원점       | 나비허리길        | 원주시   | 반곡관설동 |          |
| 관설사거리                  | 치악로 동부순환로 | 원주시   | 단구동     |          |
| 동부순환로와 직결           |                   |          |            |          |

## 주요 건물 및 시설
- 원주시청 (강원특별자치도 원주시 시청로 1)
- 한국국토정보공사 원주지사 (강원특별자치도 원주시 시청로 2)
- 국민연금공단 원주지사 (강원특별자치도 원주시 시청로 32)
- 신용회복위원회 원주지부 (강원특별자치도 원주시 시청로 36)
- 신한은행 남원주지점 (강원특별자치도 원주시 시청로 80)
- 다이소 원주무실점 (강원특별자치도 원주시 시청로 102)
- 춘천지방검찰청 원주지청 (강원특별자치도 원주시 시청로 139)
- 춘천지방법원 원주지원 (강원특별자치도 원주시 시청로 149)
- 남원주중학교 (강원특별자치도 원주시 시청로 333)
- 쿠쿠서비스센터 강원점 (강원특별자치도 원주시 시청로 554)